# Muž v labyrintu
Muž v labyrintu (anglicky The Man in the Maze) je sci-fi román o 13 kapitolách amerického spisovatele Roberta Silverberga vydaný v roce 1969.
Tématem knihy je sociální vyloučení a společenská morálka, protagonista příběhu se izoluje před lidmi v labyrintu plném smrtících pastí, který postavila pradávná mimozemská rasa. Na čtenáře dýchne atmosféra mrazivých románů Franze Kafky.
Česky knihu vydalo nakladatelství Asociace fanoušků science fiction (AFSF) v roce 1992.

## Námět
Richard Muller, bývalý úspěšný mezihvězdný diplomat je nucen izolovat se od lidí a uchýlit se do tajemného smrtonosného labyrintu na planetě Lemnos vybudovaného dávnou civilizací. Jeho strmou kariéru ukončil kontakt s mimozemskou rasou na planetě Beta Hydra IV, jež ho „obdařila“ nesnesitelnou (pro ostatní příslušníky lidského rodu) duševní vlastností: v okruhu několika metrů vyzařuje veškeré negativní emoce, které v sobě má i ten nejčestnější člověk. Nikdo v blízkosti Mullera nevydrží, aniž by nezačal propadat depresím. Teprve poté, co je lidstvo ohroženo novou agresivní vesmírnou rasou, si vzpomene na vyděděnce Mullera. Ale jak ho dostat ven z labyrintu a bude mít vůbec zájem spolupracovat?

## Postavy

mapa souhvězdí Hydry

- Charles Boardman – protřelý vesmírný diplomat, šedá eminence interstelárních vztahů, bývalý spolupracovník Richarda Mullera. Velitel mise na planetě.
- Kapitán Hosteen – velitel vesmírné lodi, která přilétá na Lemnos pro Richarda Mullera.
- Richard Muller – ústřední postava příběhu, kosmický dobrodruh, jenž často při svých nebezpečných misích podstupoval značné riziko. Poté, co se vrátil z planety Hydřanů, nedokázali jej lidé přijmout mezi sebe a tak se uchýlil do vyhnanství – útočiště nalezl v labyrintu protkaném smrtícími pastmi na planetě Lemnos.
- Ned Rawlins – mladý nadšený vesmírný kadet. „Nová krev“ vesmírných sborů.

## Děj
Na planetu Lemnos přilétá expedice, jejímiž hlavními členy jsou kapitán lodi Hosteen, zkušený vesmírný diplomat Charles Boardman a mladý ambiciozní Ned Rawlins. Expedice má jediný cíl: přesvědčit Richarda Mullera pro spolupráci.
Dick Muller byl dříve známý vesmírný průkopník a dobrodruh. Měl vše – slávu, peníze, přízeň žen, touhu k překonávání nových výzev. Proto přijal od Charlese Boardmana nejdůležitější úkol ve své kariéře: kontaktovat mimozemskou rasu na planetě kroužící kolem slunce Beta Hydry IV. Lidé ji monitorují již několik let a setkání bylo plánováno ještě za dlouhou dobu, až se shromáždí více informací, ale vyskytla se záležitost, kvůli níž setkání s Hydřany již nesneslo odkladu. Onou záležitostí je objevení další vesmírné rasy, tentokrát z jiné galaxie, která si počíná velmi agresivně při kontaktu s jinými civilizacemi. Domovinou těchto Intergalakťanů je plynný obr. Oni sami jsou schopni vnímat široké spektrum elektromagnetických vln, včetně rádiových. Mají schopnost ovládnout méně vyvinuté druhy a využít je pro své potřeby. Takto se jim podařilo kolonizovat už mnoho planet.
Cílem mise na Betu Hydry IV má být zjištění schopnosti soužití s jinou rasou ze stejné galaxie a případná výměna technologií pro případ vpádu agresivní rasy ze sousední hvězdokupy.

Dick Muller je vyslán na planetu. Kontaktuje Hydřany, kteří neprojevují nepřátelství, ale překvapivě ani zájem. Stráví tam několik měsíců, než se vrátí na Zemi. Teprve nyní zjistí, že se něco změnilo. Lidé v jeho blízkosti cítí návaly slabosti a zoufalství. Přijde se na to, že Hydřané něco provedli s jeho mozkem, který nyní vysílá veškeré negativní emoce, jež v sobě potlačuje každý člověk. Ačkoli se nejlepší neurochirurgové snaží přijít záhadě na kloub, současná úroveň medicíny lidské rasy na tento jev nestačí. Dick Muller se stává renegátem ve vlastním společenství a dobrovolně se uchyluje do ústraní lemnoského labyrintu.
Muller si během 9 let ve vyhnanství stačil labyrint přibližně zmapovat. Bludiště je rozděleno na několik zón, přičemž nejvíce pastí je v těch vnějších. Původní stavitelé pravděpodobně museli čelit neustálé hrozbě, proto zkonstruovali tak důmyslné město. Kromě mnoha pastí jej chrání i silový štít. Město udržuje v chodu skrytý mechanismus, jenž má i schopnost automatických oprav. Musí existovat mnoho tisíc let, neboť ve vnitřních zónách se pohybují i místní draví živočichové, kteří se dokázali vyhnout všem pastem. K nalezení jediné bezpečné cesty dovnitř museli projít evolučním vývojem mnoha generací a naučit se čelit nástrahám labyrintu.

Dick Muller má díky dravým šelmám a menšímu zvířectvu k dispozici zdroj masité potravy. Vody je také dostatek, ve městě je akvadukt přivádějící vodu neznámo odkud. Postupně zjistil, k čemu slouží několik otáčejících se jehlanů v centrálním náměstí. Jde o obdobu kalendáře. Všiml si, že na některých místech jsou klece, které se čas od času otevírají. Jejich otevření však zatím vždy propásl. Největší nebezpečí představují rozličné pasti rozeseté především ve vnějších zónách, ať už jsou to nádrže s kyselinou, drtící buchary, laserové paprsky, plamenomety či zařízení způsobující zkreslení vnímání. I když některé jsou i ve vnitřní obytné oblasti, jde spíše o výjimku. Dick Muller má za těch 9 let hodně pastí podchycených, takže je v relativním bezpečí.

O zmapování labyrintu se pokoušelo mnoho expedic (i mimozemských). Dosud nikdo neuspěl a rozdrcená či jinak znetvořená torza vetřelců se rozkládají na ulicích. Ačkoli má město údržbářskou a uklízecí jednotku, organické zbytky těl se neodklizí, slouží jako varování pro další narušitele, kteří by se snad chtěli dostat dovnitř.
Ned Rawlins je na počátku kariéry. Není úplně přesvědčen o úspěchu mise. Jednak na ně čeká labyrint, kde nepochybně najde smrt několik jejich mužů, ne-li všichni včetně jeho i Boardmana a jednak není vůbec jisté, zda se jim podaří přesvědčit Richarda Mullera, aby se podruhé obětoval v zájmu lidstva poté, co se lidstvo k němu obrátilo zády. Avšak věří v schopnosti Charlese Boardmana, který ví, jak složitý úkol je před nimi, nicméně nezdar si nepřipouští.
Výzkum labyrintu začíná. Nejprve se pokouší dostat se dovnitř seshora, ale silové pole obklopující celé město je neprodyšné. Stejný – nulový efekt má i pokus podhrabat se tunelem. Muller o vetřelcích ví, má k dispozici některé pozorovací přístroje a taktéž dokáže ovládat určité pasti. Pokládá expedici za archeologickou a nelíbí se mu, že je zde vyrušován. Nestojí o setkání. V případě jejich postupu městem je připraven se bránit.
Po selhání pokusů o přímé dosažení vnitřních oblastí vzduchem či pod povrchem přicházejí na řadu robotické sondy. Sond je dostatek a navíc se mohou na lodi vyrobit další, předpokládá se mnoho ztrát. Čím více informací se podaří sondám zajistit, tím snazší to poté budou mít vojáci při pronikání do centra. Charles Boardman chce mít zmapovanou každou možnou cestu dovnitř, veškeré pasti a nástrahy. Čas a ztráty materiálu v tak důležité misi nehrají roli.

Po několika týdnech splní robotické sondy svůj účel i za cenu velkých ztrát a dostatečně zmapují labyrint. Nyní jsou na řadě lidé. Je evidentní, že ještě nemají vyhráno, neboť některé pasti zcela jistě reagují pouze na organickou přítomnost. Než se podaří dosáhnout vnitřních sektorů, přijde o život i několik vojáků – podpůrných členů expedice, kteří mají zajistit bezpečný průchod pro Rawlinse a Boardmana.

První setkání s Mullerem má uskutečnit Ned Rawlins. Jeho otec se totiž s Mullerem znal, což může pomoci při plánované lsti. Rawlins má vzbudit důvěru u Mullera a pokusit se jej postupně přesvědčit, aby s ním vyšel z labyrintu. Má případně vyrukovat i s falešnou nadějí na Mullerovo vyléčení.
První kontakty jdou podle plánu, Rawlins využije známosti svého otce a předstírá, že o Mullerově handicapu nic neví. Hraje svou roli archeologa znamenitě, navíc mu v některých situacích radí na dálku Charles Boardman. On samotný čeká na svůj čas. Nemohl se setkat s Mullerem jako první, neboť ten jej nenávidí. Klade mu za vinu, že jej poslal na planetu Hydřanů.

Rawlins si postupně získává důvěru Mullera. Dokonce se obětuje a vleze do jedné z klecí, aby mu pomohl objasnit její účel. Málem ho to stojí život, neboť klec aktivuje pachové senzory a přiláká dovnitř spoustu malých mrchožroutů. Klec se otevře až poté, co se k ní přiblíží trojice větších predátorů, ale to už zasáhne Muller a zastřelí je. Vezme Rawlinse do jednoho z obydlí, aby mu tam diagnostat ošetřil četné poranění na nohou. Rawlins je vyčerpaný a také začíná mít výčitky svědomí. Čím dál hůře snáší, že musí Dickovi lhát. Nalézá k němu cestu a nepřipadá mu jako špatný člověk. Nedůvěřivý, uzavřený, to ano, ale nikoli zákeřný.
Situace se láme v momentě, kdy Boardman sdělí Rawlinsovi budoucí plán poté, co se podaří Mullera vylákat z labyrintu. Potřebují jej živého, proto jej nemohou zajmout v jeho prostředí, kde by mohl využít svých znalostí města a mohl by se pokusit o sebevraždu. Jakmile bude venku z bludiště, jeho případné odmítnutí už nebude mít žádný význam. Bude zpacifikován a proti své vůli dopraven na planetu zabranou Intergalakťany. Boardman se domnívá, že jeho jedinečný mozek vyzařující směsici emocí a myšlenek dokáže cizí rasu přesvědčit, že lidé jsou plnohodnotné bytosti, které se nehodlají nechat podrobit.

Ned Rawlins je zhnusen. I když je v sázce osud lidstva, stále ještě by měla existovat nějaká vyšší hodnota, morálka. Vždyť Richard Muller je stále člověk a za své postižení nemůže. I on je součástí lidstva, i když se ho sám dobrovolně zříká. Nezaslouží si takové jednání. Ned zmizí z tábora a jde za Mullerem. Řekne mu pravou podstatu jejich mise, nic nezamlčí. Pro Dicka Mullera je to těžká rána. Začínal věřit, že by se mohl vrátit a zase normálně žít. Po prvním návalu vzteku jej ovládne zklamání. Rozhodne se ukončit svůj život a to také oznámí Rawlinsovi.

Situace se znovu obrací, na scéně se objevuje Charles Boardman s několika vojáky. Počítal předem s Rawlinsovou reakcí, neboť jako protřelému diplomatovi mu nemohl uniknout jeho smysl pro čest. Vojáci drží Mullera v šachu a Boardman se jej pokouší přesvědčit, aby šel s nimi dobrovolně. Muller odmítá. Ned Rawlins s ním sympatizuje a po jeho bleskovém zásahu je to nyní Dick, kdo má v ruce zbraň. Tato odvážná a spontánní akce mladého vesmírného adepta má velký účinek na Mullera. Přesvědčí jej, že lidstvo není tak špatné, za jaké jej pokládal. Pokud existují lidé jako Rawlins, kteří jsou ochotni mu pomoci, i když jej znají krátce a jsou schopni snášet i jeho negativní vysílání, bylo by egoistické vyhnout se povinnosti. Povinnosti, protože není žádná jiná osoba, která by se mohla setkat s Intergalakťany. Souhlasí se spoluprací.
Je dopraven na orbitu planety na okraji Mléčné dráhy, kde operuje obrovská mimozemská družice. Neznámou silou je jeho plavidlo přitaženo do nitra družice a on se setkává se záhadnou formou existence. Cítí, jak jsou mu odsávány niterné myšlenky, pocity a emoce…

Pak je mu umožněno odletět. Míří zpět na Lemnos. Tam na něj čeká na oběžné dráze loď. Uvnitř je Ned Rawlins. Dick Muller jej vyslechne. Už přišel na to, že jeho mozek již nevysílá žádné negativní záření, Intergalakťané jej toho zbavili. Oznamuje Rawlinsovi, že se zde cítí doma. Je očištěn, ale určitá zatrpklost v něm zůstala. Chce zůstat v osamění. Svoji roli splnil. Nedovi Rawlinsovi nezbývá, než jeho stanovisko akceptovat.
„Myslíš, že bude spolupracovat?“

Boardmanovou tváří se mihl stín. „Zpočátku nebude. Rozzuří se do nepříčetnosti. Koneckonců patříme k těm, co ho vyhnali. Proč by měl najednou pomáhat Zemi? Ale potom bude souhlasit, Nede, protože Muller je v jádru čestný člověk. A čest nikdy nikdo neztrácí. Bez ohledu na to, jak je nemocný, osamělý nebo sklíčený. Dokonce ani nenávist nemůže rozleptat opravdovou čest. Ty to víš, Nede, protože jsi také takový.“